# Discografia de Normani
A cantora norte-americana Normani lançou um álbum de estúdio, um extended play (EP), dez singles oficiais (incluindo um como artista convidada) e sete vídeos musicais.

## Álbuns de estúdio
| Título   | Detalhes                                                                                  | Melhor posição nas paradas musicais | Melhor posição nas paradas musicais | Melhor posição nas paradas musicais |
| Título   | Detalhes                                                                                  | EUA                                 | EUA R&B/HH                          | GBR DL                              |
| -------- | ----------------------------------------------------------------------------------------- | ----------------------------------- | ----------------------------------- | ----------------------------------- |
| Dopamine | - Lançamento: 14 de junho de 2024 - Gravadora: RCA - Formato: download digital, streaming | 91                                  | 30                                  | 45                                  |

## Extended plays
| Título                                      | Detalhes                                                                                     |
| ------------------------------------------- | -------------------------------------------------------------------------------------------- |
| Normani x Calvin Harris (com Calvin Harris) | - Lançamento: 22 de outubro de 2018 - Gravadora: RCA - Formatos: Download digital, streaming |

## Singles

### Como artista principal
| Ano  | Canção                                    | Melhores posições na tabela | Melhores posições na tabela | Melhores posições na tabela | Melhores posições na tabela | Melhores posições na tabela | Melhores posições na tabela | Melhores posições na tabela | Melhores posições na tabela | Melhores posições na tabela | Melhores posições na tabela | Certificações                                                                                | Álbum                         |
| Ano  | Canção                                    | EUA                         | AUS                         | CAN                         | DIN                         | IRL                         | PB                          | NZL                         | SUE                         | SUI                         | RU                          | Certificações                                                                                | Álbum                         |
| ---- | ----------------------------------------- | --------------------------- | --------------------------- | --------------------------- | --------------------------- | --------------------------- | --------------------------- | --------------------------- | --------------------------- | --------------------------- | --------------------------- | -------------------------------------------------------------------------------------------- | ----------------------------- |
| 2018 | "Love Lies" (com Khalid)                  | 9                           | 3                           | 21                          | 9                           | 9                           | 24                          | 17                          | 2                           | 12                          | 12                          | - : 4× Platina - : 4× Platina - : 4× Platina - : Platina - : Ouro - : 2× Platina - : Platina | Love, Simon                   |
| 2018 | "Waves" (com 6lack)                       | —                           | —                           | —                           | —                           | —                           | —                           | —                           | —                           | —                           | —                           |                                                                                              | Não adicionado à nenhum álbum |
| 2019 | "Dancing with a Stranger" (com Sam Smith) | 7                           | 6                           | 8                           | 3                           | 4                           | 19                          | 7                           | 8                           | 17                          | 3                           | - : 2× Platina - : 4× Platina - : Platina - : 2× Platina - : Ouro - : Platina                | Love Goes                     |
| 2019 | "Motivation"                              | 33                          | 47                          | 24                          | —                           | 22                          | 24                          | 28                          | —                           | —                           | 30                          | - : Platina - : Platina - : Prata - : Ouro                                                   | Não adicionado à nenhum álbum |
| 2020 | "Diamonds" (com Megan Thee Stallion)      | 116                         | —                           | —                           | —                           | —                           | —                           | —                           | —                           | —                           | —                           |                                                                                              | Birds of Prey: The Album      |
| 2021 | "Wild Side" (com Cardi B)                 | 14                          | —                           | 59                          | —                           | 77                          | —                           | —                           | —                           | —                           | 49                          |                                                                                              | ASA                           |
| 2022 | "Fair"                                    | 115                         | —                           | —                           | —                           | —                           | —                           | —                           | —                           | —                           | —                           |                                                                                              | ASA                           |

### Como artista convidada
| Ano  | Canção                                                                    | Álbum                 |
| ---- | ------------------------------------------------------------------------- | --------------------- |
| 2018 | "Body Count (Remix)" (Jessie Reyez com participação de Normani e Kehlani) | Being Human in Public |

### Outras canções
| Ano  | Canção                                                       | Melhores posições na tabela | Melhores posições na tabela | Álbum                                                |
| Ano  | Canção                                                       | RU                          | IRL                         | Álbum                                                |
| ---- | ------------------------------------------------------------ | --------------------------- | --------------------------- | ---------------------------------------------------- |
| 2018 | "Checklist" (com Calvin Harris e com participação de Wizkid) | 76                          | 98                          | Normani x Calvin Harris                              |
| 2018 | "Slow Down" (com Calvin Harris)                              | —                           | —                           | Normani x Calvin Harris                              |
| 2019 | "Bad to You" (com Ariana Grande e Nicki Minaj)               | 51                          | 35                          | Charlie's Angels: Original Motion Picture Soundtrack |

### Outras aparições
| Ano  | Canção  | Artista(s)    | Álbum        |
| ---- | ------- | ------------- | ------------ |
| 2018 | "Swing" | Quavo, Davido | Quavo Huncho |

### Créditos de composição
| Ano  | Canção        | Artista(s) | Álbum                         |
| ---- | ------------- | ---------- | ----------------------------- |
| 2019 | "Bounce Back" | Little Mix | Não adicionado à nenhum álbum |